# نووی آشیت
نووی آشیت (انگلیسی: Novy Ashit) یک شهرک در شهرستان کالتاسینسکی استان باشقیرستان کشور روسیه است.